# Teoría clásica de los tests
La teoría clásica de los tests (TCT) es la teoría de los tests con la que empezó la psicometría. El énfasis del modelo de la teoría clásica está puesto en lograr la exactitud de la medida, o en su defecto, la determinación precisa del error de medición. Por eso se le denomina con frecuencia también «teoría del error de medición». Esta teoría pretende explicar la manera en que a partir de un valor de test medido de una persona se puede concluir el «valor verdadero» de la manifestación de la característica o rasgo de personalidad que se quiere medir. 

## Axiomas
1. Todo valor medido en un test ({\displaystyle X}) se compone de un parte verdadera de la característica ({\displaystyle T}) y una parte aleatoria correspondiente al error de medición ({\displaystyle E}): {\displaystyle X=T+E}.
2. El valor esperado, el valor medio y la suma de los errores tienen un valor cero: {\displaystyle \epsilon (E)={\bar {E}}=\sum E=0}.
3. El error de medición no correlaciona con el valor verdadero: {\displaystyle \rho (T,E)=0}.
4. El valor verdadero y el error de medición de dos tests distintos no correlacionan: {\displaystyle \rho (T_{Test1},E_{Test2})=0}.
5. Los valores de error de dos tests distintos no correlacionan: {\displaystyle \rho (E_{Test1},E_{Test2})=0}.

Mientras mayor sea el error de medición, tanto menor será la componente verdadera de la característica en el valor medido y tanto menor será también la confiabilidad con la que el test mide.
De los primeros dos axiomas se sigue además:
{\displaystyle {\bar {T}}={\bar {X}}}
Esto significa que el error de medición desaparece cuando un test se administra a muchos individuos o cuando la prueba se aplica varias veces al mismo individuo.

## Fiabilidad
El concepto central de la teoría clásica es la fiabilidad, es decir la confiabilidad o exactitud (en términos de carencia de errores de medición) con la que un test determina el valor verdadero. La fiabilidad se define teóricamente como la relación de la varianza de los valores verdaderos con la varianza de los valores medidos por el test:
Fiabilidad= {\displaystyle {\frac {\sigma _{T}^{2}}{\sigma _{X}^{2}}}}
Sin embargo, la fiabilidad solo puede estimarse, debido a que los valores verdaderos no se conocen. Un procedimiento que sirve para esto es la construcción de tests paralelos, que son tests de los que se supone que miden los mismos valores verdaderos. Entonces, la fiabilidad puede estimarse a través de la correlación de dos tests paralelos X1 y X2:
Fiabilidad estimada = {\displaystyle \rho (X1,X2)}

## Ventajas
- Los supuestos de la teoría clásica son sencillos y, por esta razón, practicables empíricamente.

## Crítica
- Es posible que el supuesto {\displaystyle {\mbox{X}}={\mbox{T}}+{\mbox{E}}} sea poco minucioso, dado que tienen que considerarse diversas formas de error. Aquí el modelo del rasgo latente o Latent-State-Trait (de Steyer et. al.) ofrece un enfoque de mayor alcance.
- El modo en que la confiabilidad, así como la dificultad y discriminación de los ítems dependen de la muestra no se considera (o se considera de manera insuficiente) en la TCT.
- La homogeneidad de los ítems no se puede probar dentro de los marcos de la TCT.
- En términos estrictos, la confiabilidad es el único criterio de calidad que se puede determinar dentro de los marcos de la TCT. La TCT no dice nada acerca de la validez de un test.
- Problemas esenciales de la teoría clásica de los tests en la medición del cambio: los tests de la teoría clásica se construyen sobre la base de la estabilidad de las características o rasgos (para satisfacer la fiabilidad tets-retest o de pruebas paralelas), con lo que la exigencia de alta confiabilidad entra en contradicción con el cambio o el carácter variable de los rasgos.

## Modelos psicométricos alternativos
Desde los años 60 comenzaron a desarrollarse modelos alternativos o complementarios a la TCT para la evaluación de los datos psicométricos, como la Teoría de la Generalizabilidad propuesta por Cronbach, y, sobre todo, la teoría de respuesta al ítem (TRI), basada en los modelos del rasgo latente o Latent-Trait (por ejemplo, el Modelo de Rasch). La TRI pretende dar respuesta a los problemas que se han señalado como inevitables en el modelo de la teoría clásica, principalmente el hecho de que la medición de las variables dependa del instrumento utilizado, y el hecho de que las propiedades de los instrumentos de medida dependan del tipo de sujetos que se haya utilizado para establecerlas. Los modelos basados en la TRI posibilitan dar una solución a ambos problemas, además de aportar importantes avances tecnológicos para el proceso de elaboración y análisis de tests.